# Wood River (Wisconsin)
Wood River ist eine Stadt im Burnett County im US-Bundesstaat Wisconsin. Die Bevölkerung betrug 898 bei der Volkszählung 2020.  Die unincorporated community Alpha befindet sich innerhalb der Stadt.

## Geografie
Wood River liegt im südwestlichen Burnett County. Nach Angaben des United States Census Bureau hat die Stadt eine Gesamtfläche von 92,4 Quadratkilometern, davon sind 88,2 Quadratkilometer Land und 4,2 Quadratkilometer beziehungsweise 4,60 % Wasser.

## Demografie
Im Ort lebten 2020 898 Menschen. Die Zahl nimmt stetig ab. So waren es 2000 noch 974 Menschen und 2010 noch 953 Menschen.